# Dean Windass
Dean Windass (ur. 1 kwietnia 1969 w Kingston upon Hull) – angielski piłkarz, w trakcie kariery występował na pozycji napastnika
Zajmuje trzecie miejsce w klasyfikacji najlepszych strzelców wszech czasów Bradford City. W plebiscycie na najlepszego piłkarza w historii Hull City zajął trzecie miejsce, jest też najstarszym strzelcem gola w historii tej drużyny, gdy go zdobył, miał 39 lat. W trakcie swojej kariery grał w aż 9 klubach, m.in. w szkockim Aberdeen, a także w drużynach angielskich począwszy od League Two do Premiership.

## Życie prywatne
Dean Windass urodził się 1 kwietnia 1969 w Kingston upon Hull w hrabstwie East Riding of Yorkshire i dorastał w dzielnicy Gipsyville. Jego rodzice, John i Doreen, rozwiedli się, gdy miał trzynaście lat. Windass regularnie uczęszczał na spotkania Hull City rozgrywane na Boothferry Park oraz grał w piłkę nożną, hokeja na lodzie i krykieta.
W 1992 poznał Helen – policjantkę i 31 lipca następnego roku ożenił się z nią. Mają dwóch synów – Josha i Jordana.

## Kariera

### Początki kariery
Jako junior Windass próbował swoich sił w Hull City, jednak nie został przyjęty do zespołu juniorskiego. Odbywał testy w takich klubach jak: Sunderland, Cambridge United i York City. Ostatecznie znalazł zatrudnienie niedaleko Hull, w North Ferriby. Występy w lokalnej drużynie łączył z pracą na budowach i wytwórniach mrożonek. Hull City jednak cały czas go obserwowało. W przedsezonowym sparingu przeciwko swojej pierwszej drużynie jego talent dostrzegł ówczesny szkoleniowiec Hull City - Terry Dolan. W październiku 1991 podpisano z nim kontrakt.

### Hull City
Dean na początku grał jako pomocnik. Już w debiucie przeciwko Bradford zdobył pierwszą bramkę. Cechował go waleczny styl gry, dzięki czemu szybko zyskał sympatię kibiców. W City występował do 1995, gdzie strzelił 64 gole w 205 meczach. W trakcie 3 sezonu gry w Hull został przesunięty do linii ataku, co poskutkowało strzeleniem przez Windassa w ciągu 2 lat 39 goli i zainteresowaniem ze strony mocniejszych klubów. Głównym powodem, dla którego odszedł z Hull były kłopoty finansowe klubu. Ostatnim meczem Windassa w Hull było spotkanie z Blackpool, które zostało rozegrane 28 listopada 1995. Ostatecznie został sprzedany za £700 000 do Aberdeen, mimo że kontrakt oferowało mu także Norwich City.

### Pobyt w Szkocji
W Szkocji również cieszył się szacunkiem kibiców. Debiutował w spotkaniu przeciwko Patrick Thistle, a w swoim pierwszym sezonie strzelił 6 bramek. 9 listopada 1997 Aberdeen podejmował Dundee United, a Windass dostał 3 czerwone kartki. Pierwsza była efektem faulu na przeciwniku, schodząc z boiska Windass postanowił jeszcze podyskutować z sędzią (druga czerwona) i kopnąć flagę z narożnika boiska (trzecia). Skończyło się zawieszeniem na sześć kolejnych spotkań. To spotkanie było też ostatnim meczem pod przewodnictwem ówczesnego szkoleniowca Aberdeen – Roya Atikena.

### Oxford United
Po ponad 2-letnim okresie gry w Aberdeen F.C. przyszedł czas na powrót do ojczyzny. Kolejną drużyną w karierze Windassa był Oxford United. Jego 15 bramek w 33 meczach nie uchroniło jednak klubu przed spadkiem do League Two. W marcu 1999 został wykupiony przez Bradford City, który zapłacił za niego £950 000.

### Bradford City
Inwestycja w Deana okazała się udanym transferem. Drużyna awansowała do Premier League, a Windass został jej najskuteczniejszym strzelcem. W sezonie 1999−2000 Bradford zdołało się utrzymać w najwyższej klasie rozgrywkowej po raz pierwszy od 77 lat, a Windass miał w tym sukcesie duży udział, ponieważ zdobył 10 bramek, w tym między innymi 3 w zremisowanym 4:4 spotkaniu z Derby County. Kolejny sezon był, jednak w wykonaniu Bradford słaby i drużyna spadła do Championship, a dodatkowo do klubu zostali sprowadzeni Benito Carbone i Ashley Ward, co spowodowało, że Windass rozpoczął poszukiwania nowego klubu.

### Gra w Middlesbrough i Sheffield
Został zatrudniony w Middlesbrough. Zanim jednak zadebiutował, musiał poradzić sobie z urazem pleców, którego nabawił się przenosząc bagaże z auta. W sezonie 2000−01 był ważnym ogniwem w drużynie Terry'ego Venablesa. Przyjście do klubu Steve'a McClarena spowodowało, że Windass częściej siedział na ławce rezerwowych. Ze względu na małe szanse regularnych występów zdecydował się na wypożyczenia do: Sheffield Wednesday oraz później United. W obydwu klubach rozegrał w sumie tylko 6 meczów. Mimo tego, w styczniu 2003 pojawiła się oferta, którą złożył Deanowi były kolega z boiska, Stuart McCall, będący asystentem w Sheffield United
. Windass przystał na ofertę i pomógł drużynie dojść do Play-Off. W finale nie wystąpił, gdyż Neil Warnock odsunął go od drużyny, co było efektem kłótni między nimi. Windass obserwował porażkę swojego zespołu w pubie. Wolverhampton Wanderers pokonało Sheffield United 3-0 i było pewne, że Windass będzie chciał zmienić klub. Na zasadzie wolnego transferu przeszedł do swojego byłego zespołu - Bradford City.

### Powrót do Bradford i Hull

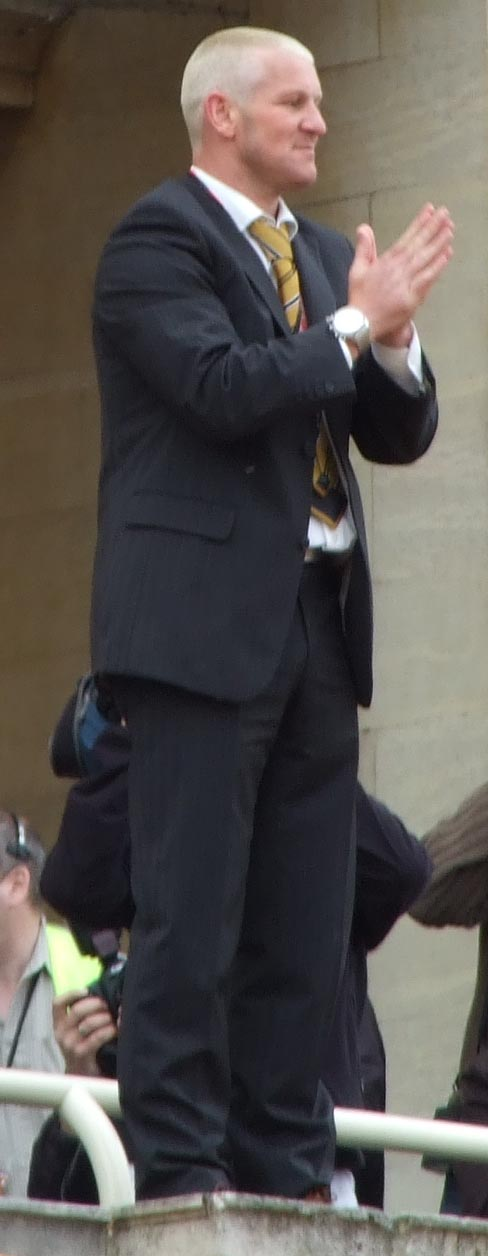
Windass jako kibic Hull bije brawo swoim kolegom po strzelonej bramce

Powrót na Valley Parade nie był zbyt udany, ponieważ klub spadł do League One. Jednak Dean udowodnił, że pomimo 34 lat (tyle miał podczas powrotu do Bradford) nie stracił umiejętności zdobywania bramek. W sumie przez 2,5 sezonu w Bradford strzelił 60 bramek. Zainteresowanie Windassem wykazywało Wigan, które rzekomo oferowało £500 000, ale oferta została odrzucona. Wydawało się, że jego kariera dobiega końca, ale niespodziewanie otrzymał ofertę od szkoleniowca Hull – Phila Browna. Miało to miejsce w styczniu 2007. Skończyło się na wypożyczeniu do końca sezonu i w ten oto sposób w wieku 37 lat powrócił na KC Stadium.
W rundzie wiosennej Windass odegrał bardzo ważną rolę, bowiem jego 8 goli w 15 spotkaniach pozwoliło Hull City utrzymać się (kosztem Leeds United) w Championship. Podczas tego sezonu, macierzysty klub Windassa spadł z League One do League Two. Warto dodać, że w obydwu klubach był najskuteczniejszym piłkarzem. Zdobył 12 bramek dla Bradford oraz 8 dla Hull. Kiedy sezon dobiegł końca, przyszedł czas na rozmowy w sprawie transferu definitywnego. Za 38-letniego wówczas Deana trzeba było zapłacić £150 000. Podpisana została dwuletnia umowa w październiku 2007. Windass wydał także w tym czasie swoją autobiografię zatytułowaną "From Gipsyville to the Premier League", do której przedmowę napisał sam Bryan Robson.
Sezon 2007−2008 pokazał, że Dean wciąż bardzo dużo znaczył dla zespołu. Zdobył 15 goli, a jego wysoka dyspozycja strzelecka spowodowała, że na ławce siedział kupiony za rekordową kwotę Caleb Folan. W tymże sezonie Windass rozegrał 700 spotkanie w swojej karierze, a miało to miejsce 22 marca 2008 w spotkaniu z Leicester City. Niecałe 2 miesiące później, 11 maja, zdobył 200 bramkę w meczu z Watford. Zaufanie i wiara jaką obdarzył Windassa Phil Brown najbardziej zaprocentowały podczas finału Play-Off na Wembley, kiedy to bramka 39-latka dała Hull City awans do Premier League. Bristol City zostało pokonane 1-0, a klub odniósł największy sukces w swojej 104-letniej historii. Po zakończeniu sezonu kibice Hull byli tak zachwyceni formą Windassa, że pragnęli, aby wybudowano mu pomnik, lecz Dean wypowiedział się w mediach następująco:

Nie jestem legendą. Nie lubię też tego słowa. Uważam, że bohaterami są żołnierze walczący dla swego kraju. Ja jestem tylko piłkarzem, dostaję dużo pieniędzy za robienie czegoś, co lubię.

### Odejście z Hull
W Premier League nie dostawał zbyt wielu szans, co było też powodem jego bójki z Marlonem Kingiem. Dostał żółtą kartkę w meczu ze Stoke City nie przebywając na boisku, ponieważ podczas rozgrzewki utrudniał wyrzut z autu Rory'emu Delapowi. Ostatnim meczem Deana w barwach Hull było przegrane 5:1 spotkanie z Manchesterem City. Brak perspektyw spowodował, iż Windass zdecydował się na wypożyczenie do Oldham Athletic. Radził tam sobie przyzwoicie i wystąpił nawet jako bramkarz przeciwko drużynie Leicester City, jednak kłótnia z menedżerem Johnem Sheridanem sprawiła, że poszedł w odstawkę. Jego jedyny gol w barwach Oldham przeciwko Northampton Town F.C. był dokładnie 200 bramką zdobytą w lidze, w całej karierze Windassa. Po rozegraniu 10 spotkań w barwach Oldham, Windass na swoim blogu wyjawił, że chce odejść. 16 marca wrócił do Hull City, ale ze względu na przepisy już nie zagrał. 10 i ostatnim klubem w długiej karierze Windassa był Darlington F.C., gdzie objął posadę grającego asystenta menedżera. W nowym zespole zadebiutował w wygranym 3:1 spotkaniu z Aldershot Town. Niezbyt imponujące wyniki Darlington doprowadziły do tego, iż 19 października 2009 Windass ogłosił zakończenie kariery.

## Statystyki kariery
Aktualne na dzień 19 października 2009.
| Klub                       | Sezon            | Liga    | Liga | Puchar krajowy | Puchar krajowy | Inne rozgrywki | Inne rozgrywki | Razem   | Razem |
| Klub                       | Sezon            | Występy | Gole | Występy        | Gole           | Występy        | Gole           | Występy | Gole  |
| -------------------------- | ---------------- | ------- | ---- | -------------- | -------------- | -------------- | -------------- | ------- | ----- |
| Hull City                  | 1991–92          | 32      | 6    | 0              | 0              | 0              | 0              | 32      | 6     |
| Hull City                  | 1992–93          | 41      | 7    | 0              | 0              | 0              | 0              | 41      | 7     |
| Hull City                  | 1993–94          | 43      | 23   | 0              | 0              | 0              | 0              | 44      | 23    |
| Hull City                  | 1994–95          | 44      | 16   | 0              | 0              | 0              | 0              | 44      | 16    |
| Hull City                  | 1995–96          | 16      | 4    | 5              | 3              | 0              | 0              | 21      | 7     |
| Aberdeen                   | 1995–96          | 20      | 6    | 4              | 3              | 0              | 0              | 24      | 9     |
| Aberdeen                   | 1996–97          | 29      | 10   | 4              | 5              | 6              | 1              | 39      | 16    |
| Aberdeen                   | 1997–98          | 24      | 5    | 4              | 1              | 0              | 0              | 28      | 6     |
| Oxford United              | 1998–99          | 33      | 15   | 5              | 3              | 0              | 0              | 38      | 18    |
| Bradford City              | 1998–99          | 12      | 3    | 0              | 0              | 0              | 0              | 12      | 3     |
| Bradford City              | 1999–00          | 38      | 10   | 4              | 0              | 0              | 0              | 42      | 10    |
| Bradford City              | 2000–01          | 24      | 3    | 4              | 2              | 6              | 3              | 34      | 8     |
| Middlesbrough              | 2000–01          | 8       | 2    | 0              | 0              | 0              | 0              | 8       | 2     |
| Middlesbrough              | 2001–02          | 27      | 1    | 6              | 0              | 1              | 0              | 34      | 1     |
| Middlesbrough              | 2002–03          | 2       | 0    | 1              | 0              | 1              | 0              | 4       | 0     |
| Sheffield Wednesday (wyp.) | 2001–02          | 2       | 0    | 0              | 0              | 0              | 0              | 2       | 0     |
| Sheffield United (wyp.)    | 2002–03          | 4       | 3    | 0              | 0              | 0              | 0              | 4       | 3     |
| Sheffield United           | 2002–03          | 16      | 3    | 0              | 0              | 2              | 0              | 18      | 3     |
| Bradford City              | 2003–04          | 36      | 6    | 2              | 0              | 0              | 0              | 38      | 6     |
| Bradford City              | 2004–05          | 41      | 27   | 2              | 1              | 0              | 0              | 43      | 28    |
| Bradford City              | 2005–06          | 40      | 16   | 5              | 4              | 0              | 0              | 45      | 20    |
| Bradford City              | 2006–07          | 25      | 11   | 3              | 1              | 0              | 0              | 28      | 12    |
| Hull City (wyp.)           | 2006–07          | 18      | 8    | 0              | 0              | 0              | 0              | 18      | 8     |
| Hull City                  | 2007–08          | 38      | 13   | 2              | 2              | 0              | 0              | 40      | 15    |
| Hull City                  | 2008–09          | 5       | 1    | 1              | 1              | 0              | 0              | 6       | 1     |
| Oldham Athletic (wyp.)     | 2008–09          | 11      | 1    | 0              | 0              | 0              | 0              | 11      | 1     |
| Darlington                 | 2009–10          | 6       | 0    | 1              | 0              | 0              | 0              | 7       | 0     |
| Razem w karierze           | Razem w karierze | 636     | 200  | 31             | 11             | 30             | 17             | 697     | 230   |

## Sukcesy
- Aberdeen
  - Puchar Ligi Szkockiej: 1995−1996[42]
- Bradford City
  - 1. miejsce w League One: 1998−1999[43]
- Hull City
  - Awans do Premier League po barażach: 2007−2008[28]